# Подела Босне и Херцеговине
О подели Босне и Херцеговине расправљало се највише током 20. века. Ово питање је постало истакнуто током рата у БиХ, у који су били укључени и највећи суседи Босне и Херцеговине, Хрватска и Србија. Од 2023. године, БиХ остаје једна држава, док унутрашње политичке поделе Босне и Херцеговине на основу Дејтонског споразума из 1995. остају на снази.

## Позадина
Босна и Херцеговина је била јединствен ентитет који је заузимао отприлике исту територију од успона средњовековног Краљевине Босне и каснијег османског освајања Босне између 1380-их и 1590-их година. Границе данашње Босне и Херцеговине су углавном биле постављене као границе босанског ејалета из османског доба, утврђене на југу и западу Карловачким уговором из 1699. године, на северу Београдским уговором из 1739. године, а на истоку од стране Берлинског уговора из 1878. године.
Иако формално под османским суверенитетом, Аустроугарска је окупирала територију и створила Кондоминијум Босне и Херцеговине 1878. пре него што га је званично анектирала 1908. године. Након Првог светског рата и распада Аустроугарске, територија је у целини припала новоформираној Краљевини Срба, Хрвата и Словенаца 1918. године. Године 1922. унутрашње је подељена на шест области Краљевине Срба, Хрвата и Словенаца.
Године 1929. области су замењене са четири Бановине Краљевине Југославије, али су све оне обухватале и области ван Босне и Херцеговине.
Споразум Цветковић-Мачек, којим је створена Бановина Хрватска 1939. године разљутио је Бошњаке, тада познате као југословенске муслимане, укључујући Југословенску муслиманску организацију (ЈМО) која је осудила поделу Босне и Херцеговине према споразуму.

## Југословенски ратови
Током рата у Босни предложено је да се Босна подели на три етничке државе, Бошњачку Републику, Републику Српску и Хрватску Републику Херцег-Босну.
Политички врх Срба и Хрвата договорио је поделу Босне састанком у Карађорђеву 1991. и договором из Граца 1992. године, што је резултирало окретањем хрватских снага против Армије Републике Босне и Херцеговине и Хрватско-бошњачког рата (1992 – 94).
Године 1992. настављени су преговори између српског и хрватског руководства о подели Босне и Херцеговине.
Фрањо Туђман је тврдио да Босна и Херцеговина треба да буде део федералне хрватске јединице јер је историјски повезана са Хрватском. Туђман одвојену Босну није схватио озбиљно, што показују његови коментари телевизијској екипи, рекавши „Босна је била творевина османске инвазије. [... ] До тада је била у саставу Хрватске, или је била босанска краљевина, али католичка краљевина, везана за Хрватску.“  Туђман је 1981. изјавио да је федерална Босна и Херцеговина „чешће била извор нових подела између српског и хрватског становништва него њихов мост“. Штавише, Туђман је приметио да је са етничког и језичког становишта већина Бошњака хрватског порекла. Он је тврдио да би бошњачки идентитет могао бити од користи само Србима и самим тим би требало убрзати за "разумну територијалну поделу" Босне.
Према Ворену Зимерману, последњем амбасадору САД у Југославији, Туђман је тврдио да Босну и Херцеговину треба поделити између Хрвата и Срба. „Туђман је признао да је о тим фантазијама разговарао са Милошевићем, руководством Војске Југославије и босанским Србима “, написао је Зимерман, „и они су се сложили да је једино решење подела Босне између Србије и Хрватске“.  Зимерман је такође сведочио о Туђмановим страховима од „исламске фундаменталистичке државе”, говорећи о Изетбеговићу као о „фундаменталистичком фронтмену за Турску” и оптужио их да су „заверили стварање Велике Босне” тако што су „поплавили Босну са 500.000 Турака”.
Тим Јудах је известио да је Марио Нобило, виши Туђманов саветник, директно обавестио да су вођени разговори „како би се југословенски сукоб решио цепањем Републике Босне и Херцеговине и стварањем исламске тампон-државе између њих“.
Сведочења других америчких и британских политичара попут амбасадора Херберта Окуна  сугерисала су да је састанак био о подели Босне и Херцеговине. Педи Ешдаун је такође тврдио да је подела Босне и Херцеговине између Хрватске и Србије била Туђманов циљ. Ешдауново сведочење пред Хашким трибуналом да му је Туђман рекао да се с Милошевићем договорио о подели Босне, цртајући карту Босне на којој је приказана предложена линија разграничења на састанку у Лондону 6. маја 1995. године, прихваћено је у првостепеној пресуди Кордићу и Черкезу.
Стјепан Месић је Милошевића сматрао одговорним за „стварање Велике Србије на рушевинама бивше Југославије“. Месић је открио хиљаде докумената и аудио касета које је Туђман снимио о својим плановима у процесу против хрватских лидера из Босне и Херцеговине за ратне злочине почињене над Бошњацима. Снимци откривају да су Туђман и Милошевић игнорисали обећање да ће поштовати суверенитет Босне, чак и након потписивања Дејтонског споразума. У једном разговору Туђман је једном званичнику рекао: „Хајде да се договоримо са Србима. Ни историја ни емоције на Балкану неће дозволити мултинационализам. Морамо да одустанемо од илузије последњих осам година. Дејтон не ради. Нико, осим дипломата и ситних званичника, не верује у суверену Босну и Дејтонски споразум.“  У другом се чује како савезнику Хрвату из БиХ говори: "Не треба да дајете никакве назнаке да желимо тросмерну поделу Босне."  Снимци такође откривају Туђманову умешаност у злочине над Бошњацима у Босни, укључујући и прикривање ратних злочина у Ахмићима од стране а хрватског председника где је више од стотину мушкараца, жена и деце Бошњака терорисано, а затим стрељано или спаљено. На питање да ли је „Туђманов став био да је Босна била грешка и да је грешка што се после Другог светског рата направила републиком и да је требало припојити Хрватској“, Месић је одговорио „То су биле његове идеје, да је Босна требало да припадне Хрватској на основу одлуке коју је требало да донесе АВНОЈ “.
Југословенски ратови су резултирали са најмање 97.000 смртних случајева грађана Босне и Херцеговине , а више од 1,5 милиона прогнаних. Земља у којој се раније ниједан регион није могао описати као чисто бошњачки, српски или хрватски прешао је на поделу на више етнички хомогених народа.
Политика Туђмана и Хрватске према Босни и Херцеговини никада није била потпуно транспарентна, већ је увек укључивала његов крајњи циљ проширења хрватских граница. У пресуди Тихомиру Блашкићу, Претресно веће је констатовало да се „Хрватска, а тачније бивши председник Туђман, надао подели Босне и вршио је толики степен контроле над босанским Хрватима, а посебно над ХВО-ом, тако да је оправдано говорити о укупној контроли." 

### Учешће Срба из БиХ
Већина ратног руководства Срба Радован Караџић, Биљана Плавшић, Момчило Крајишник, Радослав Брђанин, Душко Тадић  оптужени су и осуђени за ратне злочине и етничко чишћење. Генералу Ратку Младићу судило се у Хашком трибуналу у вези са опсадом Сарајева и масакром у Сребреници. Председнику Србије Слободан Милошевић такође се судило за ратне злочине у Босни и Херцеговини и ратне злочине у Хрватској, али је умро пре него што је пресуда донета.
У измењеној обједињеној оптужници, [...] наводи се да је у периоду од 1. јула 1991. до 30. децембра 1992. године, како би се осигурала контрола над различитим општинама Босне и Херцеговине које су проглашене делом Српске Републике Босне и Херцеговине, босанско српско руководство, укључујући Момчила Крајишника, Биљану Плавшић и Радована Караџића, спроводило је начин понашања који подразумева стварање немогућих услова за живот, прогон и тактику терора како би подстакли несрбе да напусте то подручје, депортацију оних који не желе да оду, и ликвидације других. Од краја марта 1992. године, снаге босанских Срба преузеле су физичку контролу над многим општинама у Босни и Херцеговини које су биле проглашене делом „Српске Републике Босне и Херцеговине“.
МКСЈ је пресудио овако:
Веће закључује да је удружени злочиначки подухват постојао на целој територији Републике босанских Срба. Постојала је централна компонента групе, која је укључивала господина Крајишника, Радована Караџића и друге вође босанских Срба. Чланови удруженог злочиначког подухвата били су базирани у регионима и општинама Републике босанских Срба и одржавали су блиске везе са руководством главног града босанских Срба Пала. [...] Заједнички циљ удруженог подухвата био је да се етнички рекомпонују територије које су биле на мети руководства босанских Срба смањењем босанских Муслимана и босанских Хрвата. Веће констатује да су злочини депортације и присилног премештања били првобитни злочини овог заједничког циља. Господин Крајишник је дао зелено светло за почетак програма протеривања током седнице Скупштине босанских Срба када је позвао на "спровођење онога што смо договорили, етничке поделе на терену".

### Учешће босанских Хрвата
Хрватски недељник Ферал Трибуне објавио је 13. октобра 1997. документ који је израдио босанскохерцеговачки ХДЗ 1991. године и потписали његови водећи чланови Мате Бобан, Владимир Шољић, Божо Раић, Иван Бендер, Перо Марковић, Дарио Кордић и други. У њему је, између осталог, стајало да „[...] хрватски народ у Босни и Херцеговини мора коначно предузети одлучну и активну политику која треба да доведе до остварења нашег вишевековног сна: заједничке хрватске државе“.
На основу доказа о хрватским нападима на Бошњаке, Претресно веће МКСЈ-а је у предмету Кордић и Черкез закључило да је до априла 1993. хрватско руководство имало осмишљен и спроведен заједнички план или план за етничко чишћење Бошњака из Лашванске долине. Кордић, као локални политички лидер, утврђен је као планер и покретач овог плана. Надаље, закључивши да је Хрватска војска била укључена у кампању, МКСЈ је догађаје дефинисао као међународни сукоб између Босне и Херцеговине и Хрватске. Кордић и командант Марио Черкез осуђени су на 25, односно 15 година затвора.
У пресуди Тихомиру Блашкићу из марта 2000. године, Претресно веће је закључило „[...] да се Хрватска, а тачније бивши председник Туђман, надао подели Босне и Херцеговине и да је вршио толики степен контроле над босанским Хрватима, а посебно над ХВО-ом да је оправдано говорити о укупној контроли“.
Јадранко Прлић, Бруно Стојић, Слободан Праљак, Миливој Петковић, Валентин Ћорић и Берислав Пушић оптужени су за спровођење удруженог злочиначког подухвата са циљем политичког и војног потчињавања, трајног уклањања и етничког чишћења Бошњака и других нехрвата са одређених подручја Босне и Херцеговине у настојању да се ова подручја припоје у састав Велике Хрватске. У измењеној оптужници (предмет Прлић и други) МКСЈ (Међународног кривичног суда за бившу Југославију) наводи се да је Туђман на састанку са својим најближим савјетницима и групом хрватских националиста из БиХ изјавио да је „Вријеме је да предузмемо могућност окупљања хрватског народа унутар најширих могућих граница“, указујући на могућност проширења границе Хрватске на рачун територије БиХ. Оптужница се не односи само на Туђмана, већ и на друге кључне личности из Републике Хрватске, укључујући бившег министра одбране Гојка Шушка и високог генерала Јанка Бобетка. У измењеној оптужници се даље каже:
[...] до отприлике априла 1994. и након тога, разна лица су оснивала и учествовала у удруженом злочиначком подухвату да политички и војно потчине, трајно уклоне и етнички очисте босанских муслимана и других нехрвата који су живели на подручјима на територији Босне и Херцеговине за које се тврдило да су део Хрватске заједнице и касније 'Хрватска Република Херцег-Босна'; и придруживање ових подручја као део 'Велике Хрватске' било краткорочно или током времена и било као део Републике Хрватске или у блиској вези с њом. [...] Територијална амбиција удруженог злочиначког подухвата била је успостављање хрватске територије са границама Хрватске бановине, територијалне целине која је постојала од 1939. до 1941. године.
Тужилаштво је тврдило да је дио програма Велика Хрватска-Херцег-Босна имао најмање три важна циља.
Прво, било је јасно свакоме ко је на то гледао са било каквом интелектуалном објективношћу да су неке општине и подручја на које полаже право Херцег-Босна више хрватске од других и да нека подручја на рубу више према истоку, нема јаку хрватску већину. [...] Као други разлог, као питање политичке, војне и економске практичности и део крајњег, како ћу ја назвати трговином коњима са Србима и Муслиманима, Туђман и лидери Херцег-Босне су препознали да би могли морају одустати или продати неке од области које су најудаљеније од језгра Бановине. [...] Треће и једнако важно и као што је већ поменуто, пресељење Хрвата из других делова Босне и Херцеговине и њихово усељавање у куће и станове које  су или напустиле муслиманске породице или муслиманске породице које су протеране, учинило би то муслиманима је теже, ако не и немогуће, да се врате на та подручја, јер су њихове куће заузели Хрвати.

## Предложено отцепљење Републике Српске
Питање поделе у Босни и Херцеговини се вратила након 2006. године, доласком на власт странке СНСД у Републици Српској, на челу са Милорадом Додиком, иако су је међународни експерти попут Џејмса Кер-Линдсеја дефинисали као „празну претњу“.
Владајућа странка СНСД усвојила је 25. априла 2015. декларацију под називом „Република Српска — слободна и независна — будућност и одговорност“, у којој се наводи да намерава да организује референдум о независности Републике Српске у случају да се надлежности не врате са државе на ентитете до 2017. године. У декларацији се такође сугерише да би власти Републике Српске могле да одлуче "по закону које одлуке које донесу органи власти Босне и Херцеговине ће се примењивати на територији Републике Српске".
Председник Републике Српске Милорад Додик поновио је новинарима опредељеност за референдум о независности у наредним годинама, уколико његови захтеви не буду испуњени. Његов политички циљ је да се институције Босне и Херцеговине следе написано у Дејтонском мировном споразуму из 1995. године, поништавајући измене у последњих двадесет година.